# Devil Goddess
Devil Goddess è un film del 1955 diretto da Spencer Gordon Bennet.
Si tratta del sedicesimo ed ultimo film della serie di Jim della giungla. 

## Produzione
Le riprese principali sono state completate in circa una settimana: cominciarono ufficialmente il 14 dicembre 1954 e terminarono il 21 dicembre 1954.
Diverse sequenze del film provengono da altri film della serie, tra cui La laguna della morte (1950), L'isola dei pigmei (1950), La tigre sacra (1952), I ribelli dell'isola (1953) e Killer Ape (1953).

## Distribuzione
Il film venne distribuito nei cinema statunitensi dalla Columbia Pictures il 1° ottobre 1955.